# نسبت شعاع کاتیون-آنیون

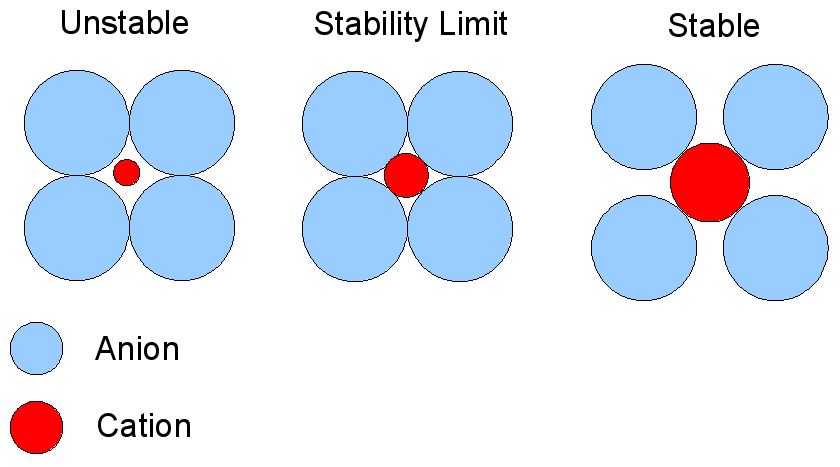
نسبت شعاع بحرانی. این نمودار برای عدد کوئوردیناسیون شش نشان داده شده‌است: ۴ آنیون در یک صفحه نشان داده شده ، ۱ در بالای صفحه و ۱ در زیر است. حد پایداری در این حالت r _{C} / r _{A} = ۰٫۴۱۴ است.

در فیزیک ماده چگال و شیمی معدنی، نسبت شعاع کاتیون-آنیون(به انگلیسی: Cation-anion radius ratio)  نسبت شعاع یونی کاتیون به شعاع یونی آنیون در ترکیب کاتیون-آنیون است. این نسبت به صورت ساده به شکل {\displaystyle r_{C}/r_{A}} نمایش داده می‌شود. 